# Ołeksandr Riabokoń
Ołeksandr Dmytrowycz Riabokoń, ukr. Олександр Дмитрович Рябоконь, ros. Александр Дмитриевич Рябоконь, Aleksandr Dmitrijewicz Riabokoń (ur. 21 lutego 1964 w Kijowie) – ukraiński piłkarz, grający na pozycji obrońcy, trener piłkarski.

## Kariera piłkarska

### Kariera klubowa
Rozpoczął karierę piłkarską w Zirce Kirowohrad. W 1987 przeszedł do Worskły Połtawa. Następnie występował w klubach Homselmasz Homel, Spartak Anapa i Lori Kirowakan, po czym powrócił do Zirki. Mistrzostwa Ukrainy rozpoczął w drużynie Dnipra Czerkasy. Potem bronił barw zespołów Meliorator Kachowka i Sirius Żółte Wody. Na początku 1995 wyjechał do Białorusi, gdzie został piłkarzem Tarpeda Mohylew. Jesienią 1995 powrócił na Ukrainę, gdzie występował w podkijowskich zespołach Systema-Boreks Borodzianka oraz Schid/Nerafa/CzAES Sławutycz. W 1997 podpisał kontrakt z chińskim klubem Shanghai Pudong, aby w następnym roku zakończyć karierę piłkarską w Weresie Równe.

## Kariera trenerska
Po zakończeniu kariery zawodniczej rozpoczął pracę trenerską. Najpierw pomagał trenować Borysfen Boryspol, a od lata 2000 do grudnia 2004 (z półroczną przerwą) pracował na stanowisku głównego trenera Borysfena. 28 grudnia 2004 został głównym trenerem Obołoni Kijów. Od 2 lipca 2005 prowadził białoruski klub Dynama Mińsk, z którym pracował do maja 2006 roku. Potem do końca roku powadził ponownie Borysfen, po czym od nowego roku został zaproszony na stanowisko głównego trenera Dnipra Czerkasy. Od sierpnia 2008 trenował Desnę Czernihów, z którym pracował do lutego 2009 roku. W czerwcu 2010 objął stanowisko głównego trenera w FK Lwów. 29 czerwca 2011 roku zmienił klub na FK Sewastopol. 17 października 2011 roku po serii nieudanych gier został zwolniony z zajmowanego stanowiska. W marcu 2012 ponownie objął prowadzenie Desny Czernihów. W 2004 trenował Dinaz Wyszogród a od lipca 2025 beniaminek Drugiej Ligi FK Lisne.

## Nagrody i odznaczenia

### Sukcesy trenerskie
- wicemistrz Pierwszej Lihi Ukrainy: 2002/03
- wicemistrz Białorusi: 2005